# Palthis hieronymus
Palthis hieronymus là một loài bướm đêm trong họ Noctuidae.